# Orden de la Estrella de Brabante
La orden de la Estrella de Brabante (en alemán, Orden der Stern von Brabant) es una orden de mérito del gran ducado de Hesse y el Rin.

## Historia
Fue fundada el 14 de junio de 1914 por Ernesto Luis, gran duque de Hesse y el Rin, con objeto de premiar a hombres y mujeres en sus servicios a la casa gran ducal, al pueblo, la caridad y el bienestar.
El nombre de la orden proviene del primer landgrave de Hesse, Enrique I (hijo del duque Enrique II de Brabante), siendo fundada en el día del aniversario del nacimiento de este. La orden se dedicaba no solo al fundador de la casa de Hesse, sino también a santa Isabel de Hungría, antepasada del fundador.

## Estructura
La orden contaba con dos divisiones: una de hombres y una de mujeres. 
El gran maestre era el gran duque de Hesse y el Rin.
La primera contaba con los siguientes grados:
- Gran cruz
- Gran comendador con turquesas.
- Gran comendador de primera clase.
- Gran comendador de segunda clase. (también otorgada con corona).
- Comendador de primera clase. (también otorgada con corona).
- Comendador de segunda clase. (también otorgada con corona).
- Cruz de honor de primera clase. (también otorgada con corona).
- Cruz de honor de segunda clase. (también otorgada con corona).
- Cruz de caballero de primera clase. (también otorgada con corona).
- Cruz de caballero de segunda clase. (también otorgada con corona).
- Cruz de plata de primera clase. (también otorgada con corona).
- Cruz de plata de segunda clase. (también otorgada con corona).

La división para mujeres contaba con los grados siguientes:
- Cruz de honor de damas.
- Damas de primera clase.
- Dama de segunda clase.

Además en ambas divisiones se otorgaban medallas de plata de la orden, que tomaban precedencia después del último grado de cada una de ellas.

## Insignia
La insignia de la orden variaba según la división y el grado dentro de la misma, pero contaba como base con una cruz patada alisada y redondeada con bordes dorados y esmaltada en azul oscuro. 
La cinta de la orden era negra con dos bandas amarillas estrechas casi en el borde y otras dos franjas amarillas de mayor anchura, más cercanas a la parte central.